# Elis Wilhelm Håstad

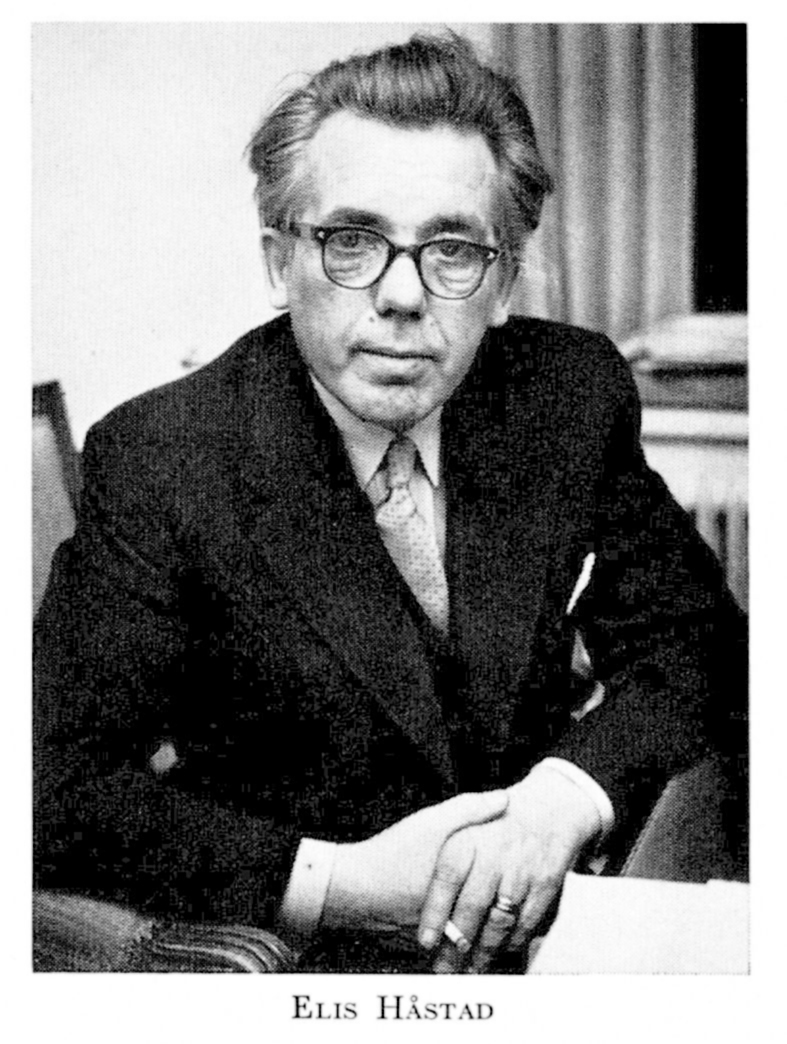
Håstad, 1950er Jahre

Elis Wilhelm Håstad (* 18. Januar 1900 im Kirchspiel Odensala, heute in der Gemeinde Sigtuna; † 7. Mai 1959 in Uppsala) war Schwedischer Politikwissenschaftler, Herausgeber, Landshövding und Politiker.

## Leben
Håstads Eltern waren der Bauer Johan Wilhelm Andersson und Karolina Augusta Jansson. Er heiratete am 1. August 1935  Karin Wilhelmina Håstad (1907–1984). 1943 bekam das Paar den Sohn Torgny Wilhelm. Er selbst starb 59-jährig und liegt auf dem Alten Friedhof von Uppsala begraben.
Nach seinem Schulabschluss widmete sich Håstads für fünf Jahre vor allem dem Journalismus und dem aktiven Sport, insbesondere dem Fußball. In dieser Zeit hatte er auch als Funktionsträger verschiedene Posten inne.
Elis studierte ab 1923 Politikwissenschaft. In den Jahren 1933 und 1934 hielt er sich in der Schweiz auf und erwarb dort seine Promotion. Eine vergleichbare Arbeit über das Schweizer Regierungssystem war bis dato noch nicht erschienen. Verschiedene Kritiker wie Gunnar Heckscher oder Herbert Tingsten bedauerten, dass die Arbeit nur auf Schwedisch veröffentlicht worden war. Sein Hauptbeitrag für die schwedische Politikwissenschaft war eine nie vollendete und nicht veröffentlichte Lizentiatsarbeit (1931), die die Arbeit des schwedischen Kabinetts zum Thema hatte.
1948 habilitierte er an der Universität Stockholm mit einer Arbeit über die Schweizer Demokratie. Bereits seit 1941 war er Parlamentsmitglied für die Moderata samlingspartiet und ab 1957 bis zu seinem Tod Landshövding der Provinz Uppsala.